# Claire Chust
Claire Chust est une comédienne française née le 18 octobre 1992 en Seine-et-Marne.

## Biographie
Native de Seine-et-Marne, Claire Chust s’inscrit en 2010 en licence de théâtre à l'Université Sorbonne-Nouvelle après avoir passé un baccalauréat scientifique. Parallèlement, elle suit une formation d'art dramatique au Conservatoire de Bourg-la-Reine. Puis de 2013 à 2016, elle suit la formation de l’École départementale de théâtre 91 (Cepit).
Après une courte apparition dans le film La Vie domestique d'Isabelle Czajka (2013) puis un rôle dans La Crème de la crème de Kim Chapiron (2014), Claire Chust tourne plusieurs publicités ; elle se fait remarquer, à partir de 2015, dans les spots publicitaires de la marque Showroomprive.com, ainsi que dans le rôle de Chantal Cloche pour la pub de la marque Sosh.
Après avoir tourné dans plusieurs courts-métrages, elle joue en 2017 aux côtés d'Éric Judor dans son film Problemos.
Les tournages s'enchaînent pour la télévision : pour le prime-time spécial Aventures sous les tropiques de la série Scènes de ménages diffusée en février 2018 sur M6, elle joue le rôle de Mélodie, la jeune compagne du père de Philippe. Quelques mois plus tard, elle devient l'un des personnages principaux de la série en incarnant le rôle de Leslie, en couple avec Léo (interprété par Vinnie Dargaud). Entre-temps, elle obtient le rôle d'Elsa dans la série Guépardes de Doria Achour, diffusée sur TF1 Séries Films.

### Vie privée
Depuis 2019, elle est en couple avec le comédien Zouheïr Zerhouni,,.

## Filmographie

### Cinéma

#### Longs métrages
- 2013 : La Vie domestique d'Isabelle Czajka : la coiffeuse
- 2014 : La Crème de la crème de Kim Chapiron : Amanda
- 2017 : Problemos d'Éric Judor : Maeva
- 2017 : Les Nouvelles Aventures de Cendrillon : fille cultivée speed-dating du bal
- 2019 : Damien veut changer le monde de Xavier de Choudens : Carole
- 2020 : Miss de Ruben Alves : Une candidate au concours Miss France
- 2022 : Big Bug de Jean-Pierre Jeunet : Jennifer
- 2022 : Champagne ! de Nicolas Vanier : Christine
- 2023 : Comme par magie de Christophe Barratier : Nina
- 2023 : Garder ton nom de Vincent Duquesne : Emilie
- 2024 : Les Chèvres ! de Fred Cavayé : Camille
- 2024 : Jamais sans mon psy d'Arnaud Lemort : Alice
- 2025 : Un mariage sans fin de Patrick Cassir : Justine

#### Courts métrages
- 2015 : Amour toujours de Victor Habchy : la jeune femme[5]
- 2016 : Au bout de la rue de Maxime Gaudet : la jeune femme seule dans la rue la nuit[6]
- 2018 : Bruits de couloir de Maxime Gaudet : la jeune femme confrontée au sexisme ordinaire[7]
- 2018 : Le Septième Continent de Noé Debré : la physio
- 2018 : On va manquer de Sabrina Ouazani : Vanessa

### Télévision
Séries télévisées
- 2018 : Scènes de ménages, prime time spécial Aventures sous les tropiques : Mélodie
- 2018 : Guépardes de Doria Achour, Sylvain Cattenoy : Elsa[8]
- Depuis 2018 : Scènes de ménages d'Alain Kappauf : Leslie[9]
- 2025 : Ma mère est une espionne de Léo Karmann

Téléfilms
- 2024 : L'Incroyable Embouteillage 2 : Vive les mariés ! de David Charhon : Vanessa

### Publicités
- 2015 : Marks & Spencer (réalisation : Philippe André)
- 2015 - 2018 : Showroomprive.com : la jeune femme (réalisation : Alexandre Courtès, chanson interprétée par Arthur H[10])
- 2017 : Sosh : Chantal Cloche (réalisation : Éric Judor)
- 2019 : Le manège à bijoux
- 2019 : Leclerc

### Clips
- 2013 : Gurzuf de Modeste Moussorgski, par Boniface film
- 2016 : Get Lost de Breakbot

## Théâtre
- 2016 : La Petite Marie d'Ingrid Bellut, mise en scène d'Héloïse Logié
- 2016 : Qu'est-ce qu'ils disent sur le pré ? de Philippe Minyana, mise en scène de Jacques David